# Life With Blondie
Life With Blondie ist eine US-amerikanische Filmkomödie in Schwarz-Weiß aus dem Jahr 1945. Regie führte Abby Berlin, das Drehbuch schrieb Connie Lee nach den Comics von Chic Young. Die Hauptrollen spielten Penny Singleton und Arthur Lake. Life with Blondie ist der sechzehnte Blondie-Film.

## Handlung
Daisy, der Hund der Familie Bumstead, sorgt für Ärger. Zuerst beschwert sich ein Hundefänger, dass Daisy frei in den Straßen herumlaufe, und droht Blondie und Dagwood Bumstead eine Strafe von 500 Dollar an. Dann ruft eine Nachbarin die Polizei, weil Daisy ihre Katze einen Baum hinauf gejagt hat. Ein Reporter auf der Suche nach Schlagzeilen erfährt bei dieser Gelegenheit von einer anderen Nachbarin der Bumsteads, dass Matrosen der Navy Daisy zu ihrem Pin-up-Hund gewählt haben. Nachdem diese Geschichte in der Zeitung erschienen ist, wird Daisy plötzlich eine Art Star. Blondie muss Pfotenabdrücke von Daisy auf Autogrammkarten setzen, und danach fragt Theodore Glassby, der Leiter einer Werbeagentur, ob er Werbebilder mit Daisy machen könne. Er würde 100 Dollar pro Bild zahlen. Begeistert nehmen die Bumsteads an, Daisy verdient nun mehr als Dagwood. Blondie beginnt umgehend, Dinge zu kaufen, die sie schon lange haben wollte. Dagwood muss sich dagegen daran gewöhnen, nicht mehr der Ernährer und damit das Oberhaupt der Familie zu sein.
Eines Tages kann Dagwood niemanden finden, der seine Tochter Cookie, noch ein Kleinkind, beaufsichtigen könnte. Er muss aber dringend zur Arbeit. Noch während er nach einer Lösung sucht, kommen zwei Handlanger des Gangsters und Nachtclubbesitzers Blackie Leonard und wollen Daisy kaufen. Hazel, die Freundin von Leonard, hat ein Bild von Daisy gesehen und möchte sie nun besitzen. Dagwood weigert sich aber kategorisch, Daisy zu verkaufen. Die beiden gehen wieder. Sie finden es schade, dass Dagwood das Angebot ausschlage, sie würden Daisy aber auf jeden Fall bekommen. Dagwood nimmt Cookie mit zur Arbeit, kann sie dort aber nicht beaufsichtigen, weil Mr. Dithers, sein Boss, mit ihm einen Plan für einen Mr. Routledge ausarbeiten möchte, von dem er einen Kredit über 100.000 Dollar bekommen möchte. Doch Cookie lenkt die anderen Mitarbeiter ab und wird daher alleine in Dagwoods Büro gesetzt. Dort steigt sie aus dem Fenster und läuft einen schmalen Sims entlang, mehrere Stockwerke über dem Boden. Dies erschreckt Mr. Dithers so sehr, dass er Dagwood beauftragt, Cookie so schnell wie möglich zu Blondie zu bringen. Also bringt Dagwood sie ins Atelier von Mr. Glassbys Agentur, wo Blondie gerade Aufnahmen von Daisy beaufsichtigt. Er bekommt ein Angebot, für ein männliches Modell einzuspringen. Davon ausgehend, dass er dabei mehr verdienen müsse als Daisy, nimmt er begeistert an. Erst nach mehreren Verwicklungen und nachdem Blondie ihn wegen Daisy in einer kompromittierenden Pose erwischt hat, wird klar, dass er für die beiden Stunden nur 15 Dollar bekommen wird. Abends finden Cookie und ihr Bruder Alexander, dass es viel schöner war, als Blondie noch zu Hause war, und wünschen, Daisy wäre weg. Dagwood denkt an die Fotoaufnahmen und stimmt zu.
Am nächsten Morgen ist Daisy weg. Blondie sucht sie verzweifelt, aber nicht einmal Anrufe bei verschiedenen Zeitungen helfen. Bei der Arbeit denkt Dagwood an die Gangster, erinnert sich aber erst nach längerem Nachdenken, in welchem Casino er sie finden kann. Dann macht er sich sofort auf den Weg und nimmt dabei versehentlich die Aktentasche von Mr. Routledge mit, die den Vertrag für den Kredit enthält. Auch Blondie, mittlerweile unterstützt von vier Matrosen, die Daisy besuchen wollten, ist auf diese Idee gekommen und hat den Casinonamen von Cookie erfahren. Mr. Dithers, der mittlerweile ebenfalls danach sucht, erfährt den Namen von Alexander, der Dagwood Bescheid geben möchte. Hazel hat Daisy tatsächlich bekommen. Leonard fürchtet, dass Daisy bei ihm gefunden werden könnte, und hat bereits beschlossen, dass deren Aussehen verändert werden müsse. Dazu gehört auch, dass ihr Schwanz kupiert wird. Als Dagwood in den Club kommt, hält man ihn für den bereits angeforderten Tierarzt. Doch als er mit Daisy gehen will, erkennt ihn Pete, der Gangster, der Daisy kaufen wollte. Doch bevor sie Dagwood angreifen können, treffen die Matrosen ein, sodass es zu einer Schlägerei kommt, in die kurz darauf auch Mr. Dithers und Mr. Routledge verwickelt werden. Bald kommt auch die Polizei hinzu und beendet die Schlägerei. Leonard versucht sich zu retten, indem er Blondie als Geisel nehmen will. Doch Dagwood, der kurz zuvor niedergeschlagen wurde, torkelt dazwischen und verhindert diesen Versuch. Mr. Dithers bekommt seinen Kredit, und die Bumsteads erkennen, dass nicht nur Alexander und Cookie, sondern auch Daisy und deren fünf Kinder zur Familie gehören.
Running Gag mit dem Briefträger
Der Briefträger freut sich: Seit Daisy so viel Geld verdient, rennt Dagwood nicht mehr so schnell. Schon über eine Woche hatte er keine Probleme mehr mit Dagwood. Als er dies dem neuen Nachbarsjungen Tommy Cooper erzählt, rennt Blondie ihn auf dem Weg zur Werbeagentur um. Dazu meint er nur, er wusste, dass da ein Haken sei.

## Hintergrund
Life with Blondie ist der erste Film der Serie ohne Danny Mummert, der verhindert war, da er bei Ist das Leben nicht schön? mitspielte. Er wurde durch den neuen Nachbarsjungen Tommy Cooper, gespielt von Bobby Larson, ersetzt. Marjorie Ann Mutchie, die bereits in mehreren Folgen die Cookie gespielt hatte, trat erstmals unter dem Namen Marjorie Kent auf.
Verantwortlicher Artdirector war Perry Smith. Für das Szenenbild war Joseph Kish verantwortlich. Live With Blondie wurde von Columbia Pictures produziert und vertrieben. Gedreht wurde in der Zeit zwischen dem 20. August und dem 15. September 1945. Die Uraufführung war am 13. Dezember 1945. Über eine deutschsprachige Aufführung ist nichts bekannt.

## Kritiken
Die wenigen Kritiker beurteilten Life with Blondie als etwa gleichwertig mit den anderen Teilen der Serie oder etwas besser. Die klassische Daisy-Folge biete netten Unsinn, viele Überraschungen und sei manchmal unterhaltsam, wenn auch teilweise ziemlich albern. Es sei eine aufregende Komödie, die beweise, dass immer noch Leben in der Serie sei. Der Film könne diejenigen amüsieren, die nicht viel nachdenken wollen. Ein anspruchsvolles Publikum werde ihn als eher niveaulos empfinden.
Die schauspielerischen Leistungen seien so gut wie immer und vom Regisseur gut eingesetzt. Arthur Lake sei erneut recht gut, nur stehle ihm Daisy dieses Mal die Show. Neben Lake liefern auch Penny Singleton, Larry Simms und Marjorie Kent ihre üblichen Leistungen und werden dabei vor allem von Ernest Truex, Jonathan Hale und Douglas Fowley mit starken Darstellungen unterstützt.
Die Schlussszene liefere hervorragenden Slapstick und sei der Höhepunkt des Films.